# Pandora
Pandora (dal greco antico Πανδώρα?, Pandṓra, a sua volta da πᾶv, pân, "tutto" e δῶρον, dôron, "dono", ovvero «tutti i doni») è un personaggio della mitologia greca.              
Il suo mito è legato a quello del celebre quanto nefasto vaso (spesso rappresentato anche come scrigno o forziere) che le fu affidato da Zeus con la raccomandazione di non aprirlo mai, poiché la sua apertura avrebbe liberato tra gli uomini tutti i mali in esso racchiusi; ma Pandora lo aprì.

## Genealogia
Creata da Efesto su ordine di Zeus, sposò Epimeteo e divenne madre di Pirra.

## Il mito di Pandora

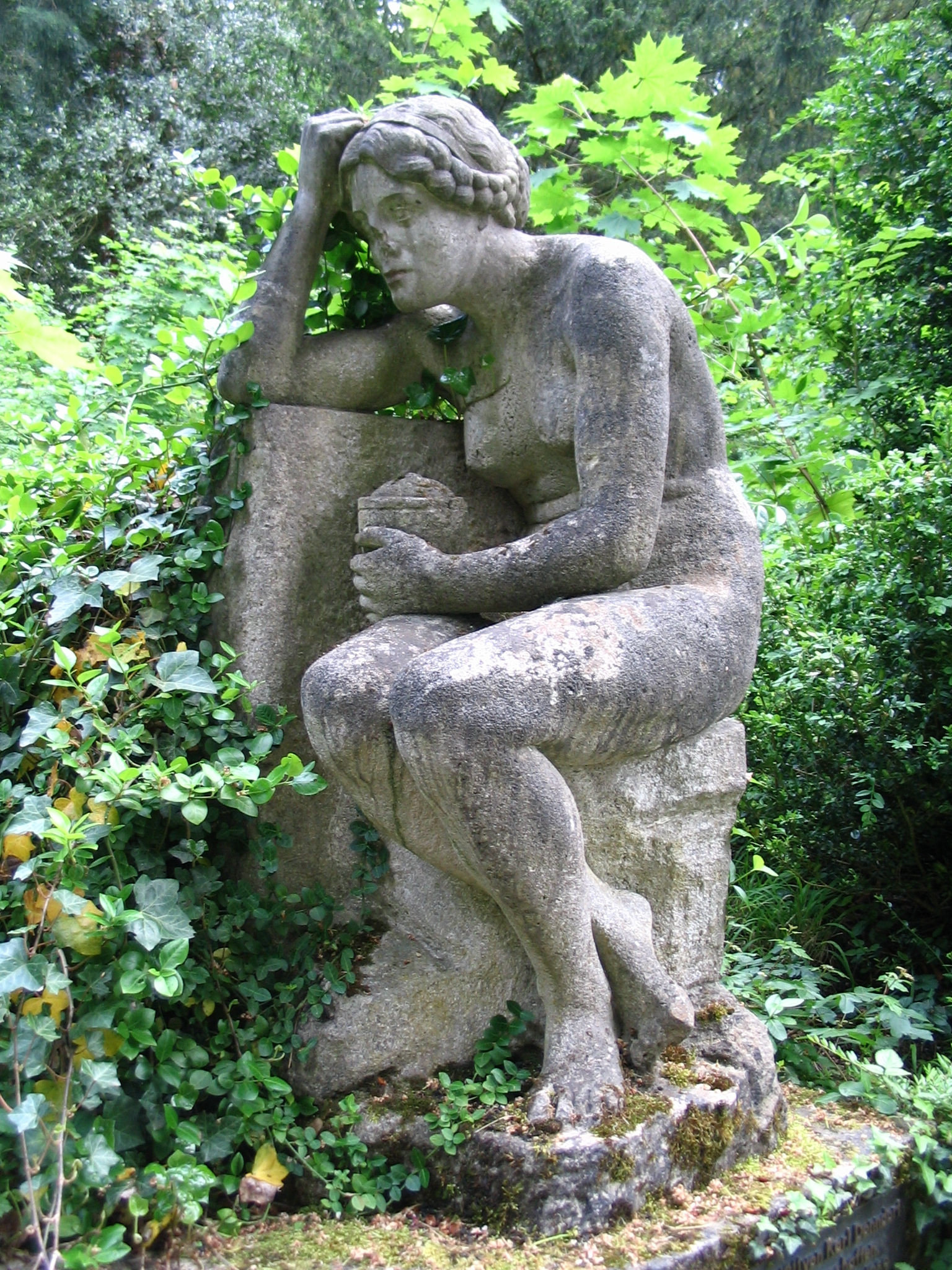
Pandora, presso la fontana ateniese, stringe il vaso, qui in forma di urna, Karlshöhe, Stoccarda.

Il poema di Esiodo Le opere e i giorni narra che Zeus si infuriò contro Prometeo per il furto del fuoco. Il Titano aveva forgiato il primo uomo impastandolo con la terra e la pioggia, gli aveva infuso astuzia e timidezza, forza, fierezza e ambizione e l'aveva poi animato col fuoco divino. Ma il fuoco divino sarebbe dovuto restare privilegio degli dei e non essere offerto a creature terrene. Per questo Zeus era in collera. Riservò a Prometeo un castigo atroce: incatenato sul Caucaso, avrebbe visto un'aquila divorargli il fegato, che sarebbe ricresciuto ogni notte per perpetuare il dolore; agli uomini inviò un dono infido e alla donna fu affidato il compito di portare con sé, nel mondo, infinite sofferenze. Ordinò ad Efesto di forgiare la fanciulla, Pandora. A lei ogni dio offrì un dono divino: bellezza, virtù, abilità, grazia, astuzia, ingegno.
Ermes, che aveva dotato la giovane di astuzia e curiosità, venne incaricato di condurre Pandora dal fratello di Prometeo (che nel frattempo era stato liberato da Eracle), Epimeteo. Questi, nonostante l'avvertimento del fratello di non accettare doni dagli dei, la accolse, si innamorò, la sposò ed ebbe da lei una figlia, Pirra, destinata a diventare la sposa di Deucalione e madre della nuova umanità dopo il diluvio che aveva sommerso l'Ellade.
Pandora recava con sé un vaso regalatole da Zeus, il quale però le aveva ordinato di lasciarlo sempre chiuso. Tuttavia, spinta dalla curiosità, Pandora disobbedì: aprì il vaso e da esso uscirono tutti i mali, che si avventarono furiosi sul mondo: la vecchiaia, la gelosia, la malattia, il dolore, la pazzia ed il vizio si abbatterono sull'umanità. Sul fondo del vaso rimase solo la speranza, che non fece in tempo ad allontanarsi perché il vaso fu chiuso nuovamente.
Prima di questo momento l'umanità aveva vissuto libera da mali, fatiche o preoccupazioni di sorta. Dopo l'apertura del vaso il mondo divenne un luogo desolato, cupo ed inospitale.

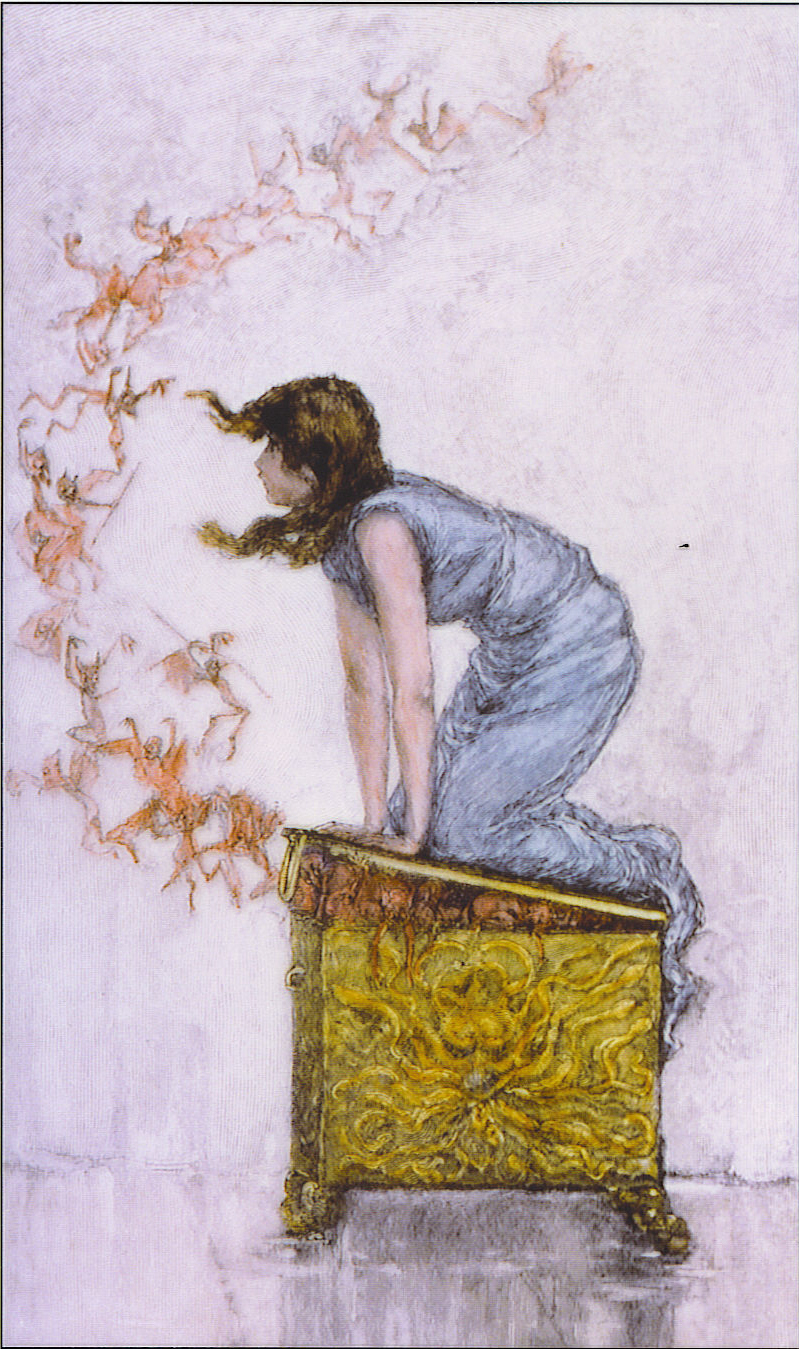
Pandora tenta di richiudere lo scrigno, illustrazione del XIX secolo.

E subito l'inclito Ambidestro, per volere di Zeus,
plasmò dalla terra una figura simile a una vergine casta;
Atena occhio di mare, le diede un cinto e l'adornò;
e le Grazie divine e Persuasione veneranda intorno al suo corpo
condussero aurei monili; le Ore dalla splendida chioma,
l'incoronarono con fiori di primavera; e Pallade Atena
adattò alle membra ornamenti di ogni genere.
Infine il messaggero Argifonte le pose nel cuore
menzogne, scaltre lusinghe e indole astuta,
per volere di Zeus cupitonante; e voce le infuse
l'araldo divino, e chiamò questa donna
Pandora, perché tutti gli abitanti dell'Olimpo
l'avevano portata in dono, sciagura agli uomini laboriosi.
Poi, quando compì l'arduo inganno, senza rimedio,
il Padre mandò a Epimeteo l'inclito Argifonte
portatore del dono, veloce araldo degli dèi; né Epimeteo
pensò alle parole che Prometeo gli aveva rivolto: mai
accettare un dono da Zeus Olimpio, ma rimandarlo
indietro, perché non divenga un male per i mortali.
Lo accolse e possedeva il male, prima di riconoscerlo.
Prima infatti le stirpi degli uomini abitavano la terra
del tutto al riparo dal dolore, lontano dalla dura fatica,
lontano dalle crudeli malattie che recano all'uomo la morte
(rapidamente nel dolore gli uomini avvizziscono).
Ma la donna di sua mano sollevò il grande coperchio dell'orcio
e tutto disperse, procurando agli uomini sciagure luttuose.
Sola lì rimase Speranza nella casa infrangibile,
dentro, al di sotto del bordo dell'orcio, né se ne volò
fuori; ché Pandora prima ricoprì la giara,
per volere dell'egioco Zeus, adunatore dei nembi.
E altri mali, infiniti, vanno errando fra gli uomini.»
(Esiodo, Le opere e i giorni)